# Đuôi cứng nâu
Đuôi cứng nâu (danh pháp hai phần: Certhia americana) là một loài chim thuộc họ Đuôi cứng (Certhiidae). Đây là loài chim đuôi cứng duy nhất ở Bắc Mỹ. Chim trưởng thành có các đốm sáng bên trên, giống như các mảnh vỏ cây, với bên dưới màu trắng. Chúng có mỏ dài và mỏng hơi cong về phía dưới và đuôi cứng để hỗ trợ nó leo lên trên. Con trống hơi lớn hơn con mái. Loài chim này có độ dài 11,7–13 cm. Môi trường sinh sản của chúng là rừng trưởng thành, đặc biệt là rừng thông ở Canada, Alaska và đông bắc và tây Hoa Kỳ. Chúng là loài không di cư trong phần lớn phạm vi phân bố; nhiều con ở phía bắc di cư về phía nam đến Hoa Kỳ.